# Thecodontosauridae
Famille
Genres de rang inférieur
- voir paragraphe #Genres

Les Thecodontosauridae sont une famille fossile de dinosaures saurischiens prosauropodes.

## Description morphologique
Relativement de petite taille, ces reptiles semblent avoir eu un type de locomotion bipède et le radius de leurs membres antérieurs était très réduit. Leurs autres caractéristiques étaient des dents en forme de spatule et de grandes orbites oculaires.

## Genres
- Pseudotrisauropus
- Thecodontosaurus
- Trichristolophus